# Igor Radojičić
Igor Radojičić (en serbe cyrillique Игор Радојичић), né le 13 septembre 1966 à Banja Luka, est un homme politique bosnien. Président de l'Assemblée nationale de la république serbe de Bosnie, il est président par intérim de cette entité politique du 1er octobre au 28 décembre 2007 à la suite du décès du président Milan Jelić.

## Biographie
Igor Radojičić, diplômé en génie électrique, devient membre de l'Association de la jeunesse socialiste de Bosnie-Herzégovine à la fin des années 1980. Il est actuellement le secrétaire général de l'Alliance des sociaux-démocrates indépendants, un parti serbe de Bosnie-Herzégovine. 
Il est élu à l'Assemblée nationale aux élections de 1998 et devient président de cette Assemblée le 28 février 2006. À ce titre, il exerce les fonctions de la république serbe de Bosnie du 1er octobre au 28 décembre 2007 à la suite du décès du président Milan Jelić. Il quitte la présidence de l'Assemblée en novembre 2014.
Il est maire de Banja Luka entre le 8 novembre 2016 et le 24 décembre 2020.
Igor Radojičić est marié et père de deux enfants.